# 添い寝

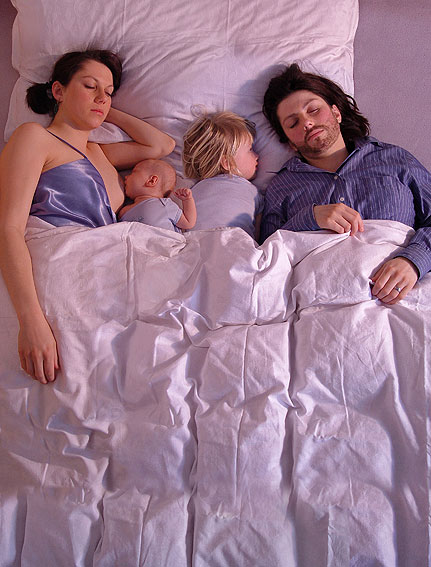
同じベッドで寝る家族

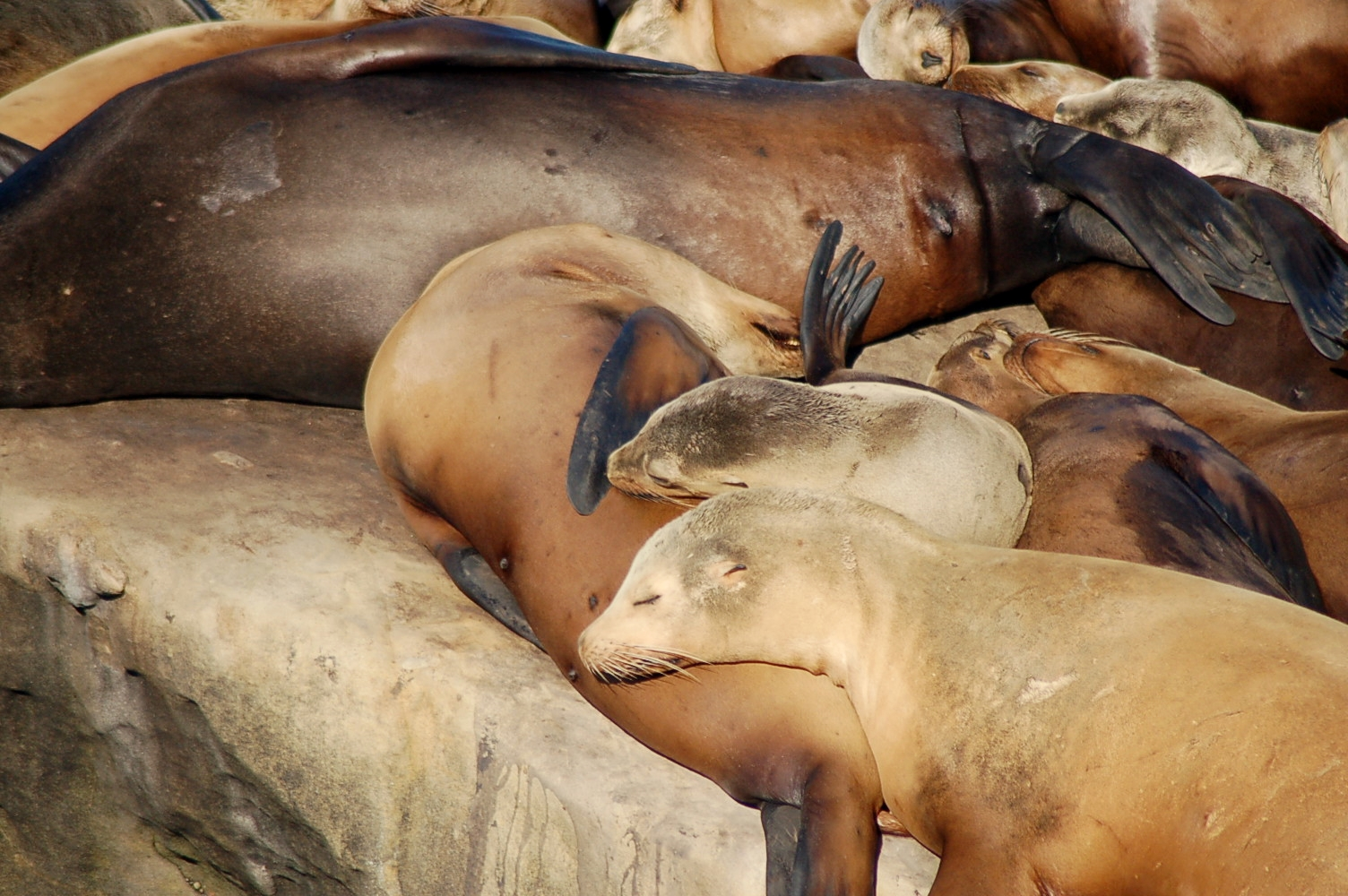
アシカの添い寝

添い寝（そいね、英：co-sleeping）は、寝ようとする相手に寄り添って寝ることである。

## 添い寝の2つの意味
添い寝には、以下の2つの意味がある。
- 「同じベッドで寝ること」

添い寝は、同じベッドで寝ること（英：bed-sharing）という意味で用いられることがある。
- 「同じベッドではないが隣で寝ること」

添い寝は、同じベッドではないが隣で寝ることという意味で使われることもある。

## 育児における添い寝

### 愛着育児
1 - 2歳頃の幼児期においては添い寝は母子の絆を強める作用を持つため重視される。イスラエルのキブツ（乳児は生後6週目からここで育てられる）における研究報告はこの事実を明確に示している。ただし、この状況は各国によって異なり、日本などアジア地域は添い寝に関しては寛容である。しかし、ベンジャミン・スポックの『スポック博士の育児書』などのように欧米では否定され、1999年5月、フランスでは近親姦や性的虐待に繋がりかねないとして否定する論調が目立つ。
日本でも非行少年の多くが添い寝をいつまでも受けていたという相部和男の調査結果もあり、否定的な見方もある。相部和男による非行少年1万人を対象とした調査で、「溺愛型」で非行に走った62%のうち小学校入学時まで添い寝されていたのは65.2%、小学校に進学しても添い寝されていたものは28.1%である。
こういった議論では、添い寝は3歳くらいまでが一応の目安であると考えられている。

### 乳幼児の窒息死との関係
アメリカ合衆国の米国消費者製品安全委員会(CPSC)報告では、「同じベッドで寝る」という意味での添い寝は、乳幼児が圧死する危険性があるとされる。

## 文学における添い寝
文学においては、家族愛の象徴として描かれる添い寝に注目できる。奈良時代には、万葉の歌人山上憶良の作とされる夭折した愛息を偲ぶ挽歌で「・・・三枝(さきくさ)の　中にを寝むと　愛しく　其が語らへば・・・」と、子どもが三つの枝のようになって寝ようとせがむ描写がある。下って江戸時代の川柳に「子が出来て川の字形（な）りに寝る夫婦」というのがあり、親子の添い寝を「川の字」と表現している。古代より人間は夜の暗闇をお互いに寄り添って寝ることで安心を得て来たと思われる。雑魚寝も添い寝には違いないが、男女の添い寝を基本として夫婦関係が生じ、家族関係が生まれることを考えると、「三つの枝」や「川の字」の添い寝を家族の原初形態の現れとして捉えている。

## 研究対象としての添い寝
添い寝は、1960年代にアメリカ人類学の比較文化研究の１項目として注目され、南米やアジア地域の添い寝（co-sleeping）の実態調査が盛んとなった。次いで、アメリカ国内では、愛着育児における添い寝（co-sleeping）の悪影響を証明しようとする小児医学的・発達心理学的立場からの調査研究も行なわれた。その後、比較文化研究は文化人類学的見地も踏まえるようになり、家族の就寝行動を研究する就寝形態（英：sleeping arrangement）研究が行われるようになる。
就寝形態研究では、同室寝する者同士の空間的位置関係に着目して、さらに細分化した研究がおこなわれる。日本においては、1960年代にアメリカの人類学者コーディルらが日本の家族の寝方（sleeping arrangement）の実態調査を行なっている。これに触発された社会学者森岡清美は家族周期論的関心から1970年代に寝室配分調査を行なっている。1980年代には、添い寝と家族関係と子どものこころの育ちとの関連を明らかにしようとする教育社会学者篠田有子の就寝形態調査がある。

## 現代日本の添い寝事情
添い寝は長くなっているとの調査がある。1980年代の家族では小学校中学年で添い寝率は4割であったのに対して、2000年代以降の家族では小学校中学年になっても添い寝率7～8割という。また、かつては中学生で9割以上の子どもが添い寝を卒業してひとり寝となっていたが、現代では中学生の3割が添い寝を続けている。

## 添い寝に関する作品

### 漫画
- シマシマ

### シチュエーションCD・アニメ
- こっそり聴きたい添い寝CD (ルーンファクトリー4先着購入特典[7])

女性キャラクター
- VOICE CD Sister Princess〜お兄ちゃん大好き♥〜 シリーズ (キングレコード)
- 妄想ボイスCD 第13弾「添い寝CD」 (NRプロ)[8]
- 東方DOKIDOKIディスクシリーズ (アールグレイ)
- しょにおや！ ～いっしょにおやすみプロジェクト～ (KADOKAWA)

男性キャラクター
- 週刊添い寝CDシリーズ
- 添い寝羊CDシリーズ
- 枕男子